# Päinurme
Päinurme – wieś w Estonii, w prowincji Järva, w gminie Koigi.